# Manitoba
För andra betydelser, se Manitoba (olika betydelser).
Manitoba (/ˌmænɨˈtoʊbə/) är en provins i Kanada. Huvudstaden är Winnipeg. Tillsammans med Alberta och Saskatchewan utgör den de så kallade prärieprovinserna. En person från Manitoba kallas manitoban. Manitoba täcker omkring 649 950 km² och gränsar till Ontario i öst, Saskatchewan i väst, Nunavut i norr och de amerikanska delstaterna North Dakota och Minnesota i syd. Via Hudson Bay har delstaten också havskust. Befolkningen är drygt 1,2 miljoner (2009). Ordet Manitoba lär komma från cree, ojibwa eller assiniboinernas språk, och skulle vara besläktat med ordet Manitou som betyder "ande". På siouxindianernes språk betyder mani-toba fyrfoting - (djurens provins).

## Historia
Manitoba fick provinsstatus den 15 juli 1870.

## Geografi, klimat, flora och fauna
Manitoba gränsar österut till Ontario och västerut till Saskatchewan. Norrut ligger territorierna Nunavut och Northwest Territories och söderut gränsar provinsen till de amerikanska delstaterna North Dakota och Minnesota. Den nordöstra delen av provinsen ligger utmed Hudson Bay och Manitoba är därmed den enda prärieprovinsen med havskust.